# Hernán Ruiz, el Viejo
Hernán Ruiz el Viejo (fl. 1475-Córdoba, 1547) fue un arquitecto castellano, de los más reconocidos de su época debido sobre todo a su gran nómina de obras, comparable a los maestros renacentistas italianos. 

## Biografía
Aunque se adjudicó su nacimiento en Burgos, es más probable que naciera en Córdoba en 1475. Sus progenitores fueron Gonzalo Rodríguez y María Ruiz, una familia de canteros. Sus primeros trabajos como arquitecto le llegaron como ayudante de su padre, finalizando, por ejemplo, la portada del monasterio de San Jerónimo de Valparaíso. En 1500 comenzó sus trabajos de manera individual, siendo designado un par de años más tarde como maestro mayor de la Mezquita-catedral de Córdoba, cargo que desempeñó hasta su muerte. Las obras de la Mezquita se dividieron en tres fases: entre 1505 y 1514, donde realizó reformas exteriores como el Postigo de la Leche; entre 1514 y 1523, cuando se construyeron las bóvedas de la librería capitular, actual capilla del Sagrario, y la bóveda de la capilla de San Clemente, y dependencias capitulares; y entre 1523 y 1547, cuando se centró en la capilla mayor y el coro, contando ya con la ayuda de su hijo.
Su primer matrimonio fue contraído con la dama Ana Fernández, aunque su duración no parece muy larga, ya que en 1508 se casó en segundas nupcias con Catalina Jiménez, con la que tuvo siete hijos. De su descendencia dos de sus hijos se hicieron canteros y uno arquitecto y continuador de las obras en la Mezquita-catedral, Hernán Ruiz II o el Joven.
Sus trabajos se concentraron casi en su totalidad en Córdoba, a excepción de un viaje a Sevilla en 1535 para actuar como experto de la Diócesis sevillana. Entre sus clientes destacaron grandes nobles, aristócratas y religiosos, como Martín Fernández de Angulo, Alonso Manrique, Juan Álvarez de Toledo y Leopoldo de Austria.
Hernán Ruiz falleció en 1547 en Córdoba, siendo enterrado en la Mezquita-catedral donde realizó la mayoría de sus aportaciones.

## Obra
Algunas de las obras de Hernán Ruiz fueron el inicio de la iglesia de Nuestra Señora de la Asunción, llamada "Catedral de la Campiña", en Bujalance, la iglesia de Santa Marta y la iglesia de San Juan Bautista «Catedral de la Sierra» de Hinojosa del Duque. Asimismo, su producción se puede dividir en dos grandes etapas: 
- Gótico humanista. Hernán Ruiz tuvo una primera gran influencia gótica desde sus comienzos artísticos hasta 1530. El artista combinó ese estilo gótico con una gran influencia plateresca que derivó en un estilo personal denominado gótico humanista. Se mezclaron elementos mudéjares, como el alfiz, con otros más puramente góticos como los baquetones y las nervaduras, así como decoración y ornamentos platerescos. Algunos ejemplos de esta etapa son el hospital de San Sebastián y la iglesia de Santa Marta.[3]

- Renacimiento. A partir de 1530, Hernán Ruiz ganó en madurez y comenzó a introducir elementos puramente renacentistas, tal y como candeleros y ornamentación cuadriculada o "de galleta". El mayor ejemplo de esta etapa será la mismísima Mezquita-catedral.[3]